# Stade Poitevin Football Club
O Stade Poitevin Football Club é um clube de futebol francês fundado em 1921 em Poitiers com o nome de Sporting Club Poitevin antes de altera-lo para Stade Poitevin, tornando-se parte de um clube desportivo francês, em 1952, com o nome de Stade Poitevin PEPP. Depois de ter jogado por muito tempo no estádio Paul-Rébeilleau em Poitiers, ele agora está baseado no complexo esportivo Pépinière em Buxerolles, nos subúrbios ao norte de Poitiers.
O clube atualmente joga na National 3, equivalente a quinta divisão francesa, estando no grupo Nouvelle Aquitaine, na temporada 2020-2021.

## Títulos
- DH Centre-Ouest: 1963, 1985, 2009
- Coupe du Centre-Ouest: 1967, 1968, 1978, 1980, 1981, 2000